# Odijk
Odijk er en lille by i det centrale Nederland, som er beliggende sydøst for byen Utrecht. Odijk er under Bunnik kommune.